# لين جوزيف فريزر
لين جوزيف فريزر (بالإنجليزية: Lynn Frazier)‏ هو سياسي أمريكي. ولد لين جوزيف فريزر في 21 ديسمبر من سنة 1874 في مقاطعة ستيلي بولاية مينيسوتا الأمريكية في عام 1881 انتقل لين جوزيف فريزر مع والديه إلى إقليم داكوتا (لم تكن آنذاك داكوتا الشمالية قد أصبحت ولاية أمريكية بعد) كان لين جوزيف فريزر قد شغل منصب حاكم ولاية داكوتا الشمالية ما بين عامي 1917 إلى عام 1921 كما كان فريزر عضوا في مجلس الشيوخ الأمريكي ما بين عام 1923 إلى عام 1941 توفي لين جوزيف فريزر في 11 يناير من سنة 1947 في ولاية ماريلاند الأمريكية.